# سسیل دو فرانس
سسیل دو فرانس (به انگلیسی: Cécile de France) (زاده ۱۷ ژوئیه ۱۹۷۵) بازیگر بلژیکی است.
او بلژیک را در ۱۷ سالگی ترک و به پاریس رفت و در آنجا دو سال نزد بازیگر فرانسوی ژان پل دنیزون، دستیار کارگردان بریتانیایی پیتر بروک، تئاتر آموخت. او سپس بمدت سه سال از ۱۹۹۵ تا ۱۹۹۸ در آکادمی بازیگری ENSATT (École Nationale Supérieure des Arts et Techniques du Théâtre) در Département Comédie ابتدا در مدرسهٔ بازیگری Rue Blanche پاریس و سپس در لیون دورهٔ بازیگری را گذراند.
او توسط دومینیک بسنهارد کشف شد و در فیلمهای معروف فرانسوی مانند L'Art (délicat) de la séduction (۲۰۰۱) و Irène (۲۰۰۲) ظاهر شد.
موفقیت بین‌المللی او در سال ۲۰۰۳ با فیلم ترسناک High Tension بدست آمد. او نظر تهیه‌کنندگان هالیوود را به خود جلب کرد و خیلی زود در سال ۲۰۰۴ اولین نقش اصلی خود را در فیلم هالیوودی دور دنیا در ۸۰ روز بدست آورد که در آن در کنار جکی چان و استیو کوگان بازی کرد.
همچنین در سال ۲۰۱۹ او در فیلم آینده وس اندرسون به نام The French Dispatch بازی کرد.
سسیل دو جایزه سزار برای آینده دارترین بازیگر زن در سال ۲۰۰۲ و بهترین بازیگر نقش مکمل زن را در سال ۲۰۰۵ از آن خود کرد.
در سال ۲۰۱۴، وی مجری سی و نهمین مراسم اهدای جوایز سزار بود.
او برای عضویت در هیئت داوران بخش سینما و فیلم‌های کوتاه جشنواره فیلم کن ۲۰۱۵ انتخاب شد. او همچنین به عنوان یکی از اعضای هیئت داوران بخش اصلی مسابقه شصت و هشتمین جشنواره بین‌المللی فیلم برلین انتخاب شد. همسر سسیل دو فرانس موسیقیدانی بنام گیوم سیرون است که از وی دو فرزند بنامهای لینو و جوی دارد.
از فیلم‌های معروف او می‌توان به فیلم‌های آخرت و دور دنیا در ۸۰ روز اشاره کرد.
.

## فیلم‌شناسی
فهرست برخی از فیلم‌هایی که سسیل دو فرانس در آنها به ایفای نقش پرداخته‌است:
- آخرت
- دور دنیا در ۸۰ روز
- سرهنگ
- ابرستاره
- آپارتمان اسپانیایی
- پاپ جوان
- جنگو
- عروسک‌های روسی
- پازل چینی
- موبیوس
- لیدی جی
- گزارش فرانسوی
- آرزوهای بربادرفته